# Elaphidion conspersum
Elaphidion conspersum là một loài bọ cánh cứng trong họ Cerambycidae.